# 세르게이 스크리팔
세르게이 빅토로비치 스크리팔(러시아어: Серге́й Ви́кторович Скрипаль, 1951년 6월 23일 ~ )은 1990년대와 2000년대 초반에 영국의 정보 기관 요원으로 활동한 전 러시아 정보총국 요원이다. 2004년 12월, 러시아 연방보안국에 의해 체포되어 재판을 받고, 반역죄로 유죄를 선고 받고 투옥되었다. 러시아와 미국과의 스파이 교환에 의해, 2010년 7월 9일, 빈에서 미국 측에 넘겨지고 훗날 영국에 망명하였다.
2018년 3월 4일, 스크리팔과 딸 율리야가 솔즈베리의 쇼핑 센터 앞에 벤치에 딸과 함께 신경 가스로 쓰러져 있는 것이 발견되었으며, 현재 의식 불명 상태에 빠져 있다. 스크리팔과 딸은 솔즈베리 디스트릭트 병원에 중태로 입원 중이다.

## 같이 보기
- 스크리팔 부녀 음독 사건